# Ирис бледный
Ирис бледный, или Касатик бледный (лат. Iris pallida) — вид многолетних травянистых растений рода Ирис (Iris) семейства Ирисовые (Iridaceae).

## Биологическое описание

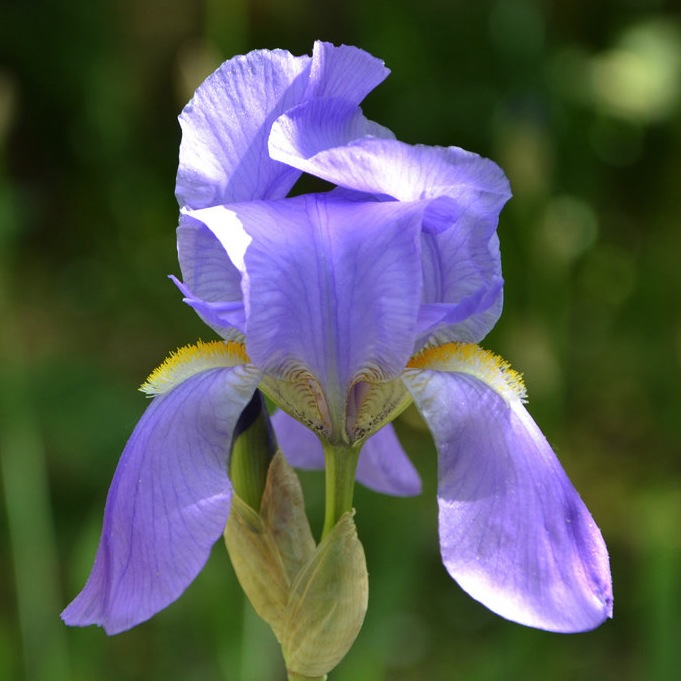

Достаточно высокое многолетнее травянистое растение, достигающее 30–60 см, реже — до 90 см высотой.
От ветвистого, толстого, белого, горизонтального корневища отходит множество шнуровидных корней.
Стебель голый, прямостоячий.
Листья плоские, мечевидные, покрытые восковым налётом, достигают 30–60 см длиной. Прицветные листья короткие, пленчатые, также серебристо-белого цвета из-за налёта.
Цветки крупные, одиночные, почти сидячие, нежно-голубого цвета, растут из пазухи влагалищных прицветников.
Плод — продолговатая треугольная коробочка. Семена имеют форму слегка сплюснутого шара.

## Химический состав
В корневищах содержится 0,1—0,2 % эфирного масла, богатого ироном (41,64 %), который содержит 75 % γ-изомера, 25 % α-изомера и следы β-изомера. Масло также содержит миристиновую, бензойную, ундециловую, тридециловую кислоты, n-дециловый, бензойный и нониловый альдегиды.
Корневища касатика бледного наиболее богаты эфирным маслом весной.
Кроме эфирного масла, в корневище содержатся крахмал (57 %), жирное масло (9,6 %), дубильные вещества, органические кислоты, слизь, смолистые вещества, гликозид иридин.
В листьях содержатся аскорбиновая кислота (230 мг%), дипептиды ι-аланин, γ-ι-глутамин и ι-валин.

## Распространение и экология
Распространён в скалистых регионах Средиземноморья: в Черногории, Словении, Албании, Боснии и Герцеговины, реже встречается в Хорватии.
Культивируется в основном в Италии и Франции.

## Применение
Прежде всего выращивается как декоративное растение, а также для изготовления эфирных масел. Изомеры, содержащиеся в эфирном масле корня ириса, обладают ярким приятным запахом.

### В медицине
Корень ириса бледного, называющийся также фиалковым корнем, обладает отхаркивающим и обволакивающим свойством, поэтому используется в народной медицине при воспалении лёгких, ангинах, водянке, а также для лечения инфицированных ран, язв, свищей, для удаления веснушек.